# Isla del Descubridor
La Isla del Descubridor (en valenciano, Illa del Descobridor) es una isla en la localidad de Jávea en la provincia de Alicante (España). Se trata de una isla alargada situada en la banda sur del cabo de la Nao y posee una extensión de 2,5 hectáreas. Es enteramente pedregosa y casi inabordable. Posee una todavía importante colonia de cormoranes y sus fondos son muy apreciados y frecuentados por los buceadores.
Su nombre proviene, según la historia popular en honor de un marino local, llamado Bartolomé, que estuvo en la tripulación de unos de los barcos comandados por Cristóbal Colón en su descubrimiento de América.